# Eva Nina Lampič
Eva Nina Lampič, slovenska gledališka režiserka in avtorica, * 11. maj 1985, Ljubljana.

## Življenje
Študirala je na Akademiji za gledališče, radio, film in televizijo v Ljubljani, na oddelku za gledališko in radijsko režijo. Leta 2011 je diplomirala z diplomsko nalogo Proces, dnevnik. Leta 2013 je končala enoletni podiplomski študij na sheffieldski univerzi v Veliki Britaniji. Po končanem študiju je opravljala pripravništvo pri The Wooster Group v New Yorku.

## Delo
Že med študijem je sodelovala pri več predstavah kot so Zavratne igre, George Dandin ali kaznovani soprog, Konec igre, Projekt Hamlet (po motivih W. Shakespearja in H. Müllerja), Plešasta pevka ter Kandid ali optimizem, za katero je prejela tudi študentsko nagrado Zlatolaska.
Med študijem v Sheffieldu je sodelovala z režiserjem Timom Etchellsom pri projektu Be Stone No More – A Tabletop Shakespeare, kjer je pripovedovala zgodbo Hamlet.
Trenutno??? deluje kot samozaposlena v kulturi.

### Seznam del
- Anja Drnovšek, Sandi Jesenik, Luka Lah, Eva Nina Lampič, Dani Modrej, Darion Nožič Serini, Matej Tunja: SYLVIA, Društvo VLU, avtorica in režiserka (2017)
- Umetniška rezidenca Glej, rezident 2016 – Eva Nina Lampič in Urška Brodar POTENCIALNA PREDSTAVA, Umetniška rezidenca Glej (2016)
- rokgre: TARZAN, SNG Drama Ljubljana, režiserka (2016)
- Simona Hamer: SAMORASTNIKI, Mestno gledališče Ljubljansko, režiserka in asistentka dramatizacije (2015)
- AMPAK TO NIMA NOBENE ZVEZE S PROUSTOM, Biteater, Lutkovno gledališče Ljubljana, režiserka in soustvarjalka (2014)
- Eva Nina Lampič, Simona Hamer, Nejc Cijan Garlatti, Maruša Majer, Dani Modrej: NISEM, Gledališče Glej, režiserka in soavtorica besedila (2014)
- Videoprojekt Be Stone No More – A Tabletop Shakespeare by Tim Etchells - Hamlet, Forced Entertainment, performerka in soustvarjalka (2012)
- Janja Vidmar - Simona Hamer, Eva Nina Lampič: BREZ, Lutkovno gledališče Ljubljana, režiserka in soavtorica besedila (2011)
- Eugène Ionesco: ZAVRATNE IGRE, Akademija za gledališče, radio, film in televizijo, gostujoča režiserka (2011)
- J.B.P. Molière: GEORGE DANDIN ALI KAZNOVANI SOPROG, Akademija za gledališče, radio, film in televizijo, režiserka (študentka), (2010)
- Samuel Beckett: KONEC IGRE, Akademija za gledališče, radio, film in televizijo, režiserka in performerka (študentka – diplomska predstava) (2010)
- Sebastijan Horvat, Andreja Kopač, Eva Nina Lampič: POTE V JAJCE (po delih Edvarda Kocbeka in 'Pasijonu po Kocbeku' Iva Svetine), SNG Nova Gorica in SNG Drama Ljubljana, asistentka režiserja in soavtorica	besedila (2009)
- Thomas Middleton, William Rowley: Premenjave, SNG Drama Ljubljana, asistentka režiserke (2009)
- Projekt Hamlet (po motivih W. Shakespearja in H. Müllerja), Akademija za gledališče, radio, film in televizijo, režiserka (2009)

### Nagrade
Študentska nagrada Zlatolaska za B - produkcijo Kandid ali Optimizem (2009)

### Intervju
Kako z domišljijo zapolniti dogodek 